# 潘茂村汉墓
潘茂村汉墓，位于山东省泰安市宁阳县东疏镇潘茂村，是中华人民共和国山东省文物保护单位之一。
1977年12月23日，授予山东省文物保护单位，是一座古墓葬。